# 美里町 (和歌山県)
美里町（みさとちょう）は、和歌山県の北東部に位置していた町である。少子高齢化が進んでおり、人口も減少しつつあった。ゲートゴルフの発祥地である。
2006年（平成18年）1月1日に同じ海草郡の野上町と合併し紀美野町となったため消滅した。

## 地理
山間の静かな町で、町域南方を貴志川が、町域北方を貴志川の支流である真国川が、ほぼ東西に貫いて流れていた。

## 歴史
- 1955年（昭和30年）6月1日 - 下神野村・上神野村・国吉村・長谷毛原村・真国村が合併して美里町が発足。
- 1957年（昭和32年）8月1日 - 細野村の一部（大字円明寺・勝谷・四郷）を編入。
- 2006年（平成18年）1月1日 - 野上町と合併して紀美野町が発足。同日美里町廃止。

## 施設
- みさと天文台
- 美里町文化センター
- 美里町立図書室
- 美里町立セミナーハウス未来塾

## 教育

### 高等学校
- 和歌山県立大成高等学校美里分校（現・和歌山県立海南高等学校美里分校）
- 学校法人田原学園 慶風高等学校

### 中学校
- 美里町立美里中学校 - 1983年に不動中学校を神野中学校と統合し美里中学校となり、1985年にも国吉中学校を統合した
- 美里町立長谷毛原中学校

### 小学校
- 美里町立下神野小学校
- 美里町立上神野小学校
- 美里町立毛原小学校
- 美里町立長谷小学校 - 1994年4月1日に毛原小学校に統合。
- 美里町立真国小学校 - 2005年4月1日に児童数の急激な減少により休校。在校生はスクールバスで美里町立下神野小学校へ通学。
- 美里町立国吉小学校 - 2003年廃校。2005年4月より学校法人田原学園 慶風高校に。

### 高等専修学校
- 学校法人りら創造芸術学園 りら創造芸術高等専修学校 - 2007年度に旧真国小学校校舎を利用し開学

## 交通

### 鉄道
町内を通る鉄道路線はない。1994年4月1日までは隣の野上町まで野上電気鉄道野上線が通っていた。美里町に路線を延伸を計画していた時期があり、着工まで至ったが株主や社内で意見が分かれたため中止された。

### 道路
- 国道370号
- 和歌山県道4号高野口野上線
- 和歌山県道19号美里龍神線
- 和歌山県道115号花園美里線

## 観光・文化財
- 十三神社 - 天正年間築の本殿及び境内社二社は国の重要文化財に指定されている。
- みさと天文台
- 美里温泉かじか荘
- 生石高原県立自然公園

## 出身者
- 尾花正啓（和歌山市長）
- きんた・ミーノ（音楽家）

## 楽曲
- 『星の舟歌』：1995年発表 シンガーソングライターのEPOが美里町を舞台に作った曲。